# Mon amie la rose
Albums de Françoise Hardy
Françoise Hardy canta per voi in italiano
(1963) In Deutschland
(1965)
Mon amie la rose est le troisième album, édité en France et à l'étranger, de la chanteuse Françoise Hardy. L’édition originale est parue en France, en novembre 1964. Sans titre distinctif à sa sortie, cet album fut identifié par celui de son principal succès, Mon amie la rose, à partir de sa réédition en disque compact en novembre 2009. 

## Mise en perspective de l’album
Le chanteur Richard Anthony, avec qui Françoise Hardy avait fait ses premiers pas sur la scène de l’Olympia et une tournée en 1963, lui a conseillé d’enregistrer, comme il le fait lui-même, avec les musiciens des studios londoniens. Ce serait pour elle l'opportunité de changer la musicalité de ses disques. Jacques Wolfsohn, son directeur artistique, se montre réfractaire à cette idée, mais finit par se laisser convaincre.

### Expérience londonienne
En février 1964, Françoise Hardy entre au studio des disques Pye, à Londres, pour enregistrer quatre chansons avec les arrangements musicaux de Tony Hatch et Bob Leaper. Le super 45 tours qui en résulte est édité en Angleterre et en France au mois de mars. Il contient une reprise d'un standard américain intitulé Catch a Falling Star (en). Sur ce microsillon se trouvent aussi les versions anglaises de trois de ses chansons : Only friends (Ton meilleur ami), I wish it were me (J’aurais voulu) et Find Me a Boy (Tous les garçons et les filles). Mais c’est la version française de ce dernier titre  qui se classera dans le Top 40 des charts anglais durant sept semaines en été.

### Genèse de l'album
Pour les enregistrements suivants — toujours effectués au studio Pye —, Mickey Baker est à la direction d’orchestre pour en faire les arrangements. Un super 45 tours sort en avril avec les titres, Pourtant tu m’aimes, Jaloux, C’est la première fois et, On se quitte toujours — un reliquat des derniers enregistrements exécutés en France sous la direction de Marcel Hendrix.
Le mois suivant, un autre disque est publié avec Et même, Tout me ramène à toi, C’est le passé, Apprends-le moi.
L’été venu, Françoise Hardy est réclamée en Italie pour participer en tant qu’invitée d’honneur au 3e Cantagiro (it), du 23 juin au 11 juillet. Au cours de cette manifestation, les chanteurs les plus populaires de la péninsule traversent le pays en caravane sur le modèle du Tour cycliste d'Italie. « La foule se massait tout au long de la route pour voir passer les voitures décapotables d'où chaque vedette répondait aux vivats par force gestes et sourires. Le spectacle avait lieu tous les soirs dans un stade où chacun y allait de son tube du moment devant une dizaine de milliers de personnes en ébullition  ». À chaque étape un jury populaire désigne les vainqueurs des deux catégories (A, pour les artistes confirmés ; B, pour les nouveaux venus). À l’arrivée finale, l’artiste qui a été le plus plébiscité est proclamé vainqueur du tour.
Françoise met à profit cet épisode pour retenir deux chansons qui l’ont accrochée : Non aspetto nessuno, défendue par Little Tony (arrivé 10e dans la catégorie A), et Everamo Amici, de Dino (arrivé 2e dans la catégorie B). Après en avoir écrit les adaptations intitulées Je n'attends plus personne et Nous étions amies, elle entre à nouveau en studio en automne pour les enregistrer avec six autres titres pour concocter deux nouveaux super 45 tours. Parmi ces titres, Mon amie la rose lui tient particulièrement à cœur. Cette dernière avait retenu son attention en 1962, en classe du Petit Conservatoire de la chanson de Mireille. 
Son auteur, une jeune élève venue d’Angoulême, nommée Cécile Caulier (1929 – 2009), se désolait de ne trouver personne pour l'interpréter. 
Mireille lui assurait qu’un jour «sa chanson aurait son destin, [qu’]il existe une rencontre entre une chanson et l’interprète.» 
Alors qu’elle se produisait à l’Olympia en novembre 1963, Françoise rencontre Cécile Caulier, venue l’applaudir et lui demande des nouvelles de sa chanson. Cécile lui apprend qu'elle avait décroché un éditeur et un interprète mais que finalement rien n’a été fait. Françoise lui demande alors de lui envoyer le texte. L’enregistrer ne fut pas facile, car il a fallu vaincre les réticences de son directeur artistique et de plusieurs personnes de son entourage. Dans la foulée, une neuvième chanson, intitulée Dans le monde entier, est enregistrée avec l’intention de l’inclure dans son futur troisième album.
Les arrangements et à la réalisation de Charles Blackwell, la satisfont totalement. Françoise Hardy lui sera fidèle jusqu’en 1969.
Peu après la sortie des deux derniers 45 tours en novembre, l’album est édité en France et au Royaume-Uni. Il y a : Et même avec une nouvelle orchestration, Pourtant tu m'aimes, issu du premier EP, l'intégralité des titres des deux derniers et deux inédits : Tu n'as qu'un mot à dire et Dans le monde entier.

### Impact des chansons et de son interprète
Les chansons Je n’attends plus personne, Je veux qu’il revienne et La nuit est sur la ville connaîtront un certain succès, mais le titre phare, quoique placé en fin de liste de l’album, s’avère être Mon amie la rose. 
Il deviendra un des titres emblématiques de sa carrière.
Parmi les chansons qui ont été adaptées puis enregistrées en anglais, deux de ses compositions : Et Même et Dans le monde entier, transformées en However Much et All Over The World, ont figuré respectivement dès les 2 janvier et 27 mars 1965, dans le Top 40, du hit-parade anglais, télévisé sur la BBC dans l'émission Top of the Pops.
Ce changement de production musicale s’est accompagné d’un net changement dans le look de Françoise Hardy qui, par sa coiffure et ses tenues vestimentaires, se trouve être en totale adéquation avec le style du Swinging London.

### Album remarqué
Cet album a été sélectionné par le critique de musique rock, Philippe Manœuvre, pour figurer dans son ouvrage paru en octobre 2010 : Philippe Manœuvre présente : Rock français, de Johnny à BB Brunes, 123 albums essentiels, éd. Hoëbeke,  (ISBN 978-2-8423-0353-2).

## Édition originale de l'album
France, novembre 1964 : Disque microsillon 33 tours/30cm. disques Vogue (FH 2).
Pochette ouvrante : photographies réalisées par Jean-Marie Périer de « Salut les copains ».

### Liste des chansons
Les 12 chansons qui composent le disque ont été enregistrées en monophonie. Françoise Hardy est accompagnée par l'orchestre de Charles Blackwell, sauf pour le titre Pourtant tu m’aimes où elle est accompagnée par celui de Mickey Baker.
| 1. | Je veux qu’il revienne (Only You Can Do It) | Françoise Hardy | B. Well         | 2 min 41 s |
| 2. | Tu n’as qu’un mot à dire                    | Françoise Hardy | Françoise Hardy | 2 min 42 s |
| 3. | Tu ne dis rien                              | Françoise Hardy | Françoise Hardy | 2 min 15 s |
| 4. | Et même (2e version)                        | Françoise Hardy | Françoise Hardy | 2 min 00 s |
| 5. | Pourtant tu m’aimes (I Still Love Him)      | Françoise Hardy | Johnny Cole     | 2 min 21 s |
| 6. | Pars                                        | Françoise Hardy | Françoise Hardy | 2 min 15 s |

| 1. | Je n’attends plus personne (Non aspetto nessuno) | Françoise Hardy | Enrico Ciacci                    | 3 min 09 s |
| 2. | La nuit est sur la ville                         | Françoise Hardy | Françoise Hardy                  | 2 min 17 s |
| 3. | Pas gentille (Bad Boy)                           | Françoise Hardy | Marty Wilde                      | 2 min 20 s |
| 4. | Dans le monde entier                             | Françoise Hardy | Françoise Hardy                  | 2 min 31 s |
| 5. | Nous étions amies (Eravamo amici)                | Françoise Hardy | S. Carson Combo                  | 2 min 35 s |
| 6. | Mon amie la rose                                 | Cécile Caulier  | Cécile Caulier et Jacques Lacome | 2 min 17 s |

## Discographie liée à l’album
– EP (Extended Playing) = Disque microsillon 45 tours 4 titres (super 45 tours)
– LP (Long Playing) = Disque microsillon 33 tours/30cm
– CD (Compact Disc) = Disque compact

### Première édition française des chansons
Nota bene : Dans les années soixante, l’industrie discographique française est axée en priorité sur la vente de super 45 tours. Les nouvelles chansons de Françoise Hardy sont donc d’abord éditées sur ces supports.
- Avril 1964 : EP, disques Vogue (EPL 8221).

1. Pourtant tu m’aimes (I Still Love Him), (F. Hardy, adaptation du texte de Jimmy Cross / Johnny Cole)
2. Jaloux (F. Hardy).
3. On se quitte toujours (André Salvet / Henri Bourtayre).
4. C’est la première fois (Your Tender Look), (F. Hardy, adaptation du texte de John Beveridge / Peter Oakman).

- Mai 1964 : EP, disques Vogue (EPL 8222).

1. Et même (F. Hardy).
2. Tout me ramène à toi (F. Hardy).
3. C’est le passé (Once Upon A Time), (F. Hardy, adaptation du texte de Dusty Springfield / Dusty Springfield).
4. Apprends-le moi (F. Hardy).

- Novembre 1964 : EP, disques Vogue (EPL 8290).

1. Je n’attends plus personne (Non aspetto nessuno), (F. Hardy, adaptation du texte de G. Meccia / E. Ciacci).
2. Tu ne dis rien (F. Hardy).
3. Pas gentille (Bad Boy), (F. Hardy, adaptation du texte de Marty Wilde / Marty Wilde).
4. Pars (F. Hardy).

- Novembre 1964 : EP, disques Vogue (EPL 8291).

1. Je veux qu’il revienne (Only You Can Do It), (F. Hardy, adaptation du texte de B. Well alias Charles Blackwell / B. Well).
2. Mon amie la rose (Cécile Caulier / Cécile Caulier et Jacques Lacome).
3. La nuit est sur la ville (F.Hardy).
4. Nous étions amies (Eravamo amici), (F. Hardy, adaptation du texte de Rossi / S. Carson Combo).

### Premières éditions étrangères de l’album
- Canada, 1964 : LP, disques Vogue (VF-47015).
- Royaume-Uni, 1964 : LP, disques Vogue (VRL 3000).

- Afrique du Sud, 1965 : LP, disques Vogue (VGL 7005).
- Allemagne, 1965 : LP, Vogue schallplaten (LDVS 17026).
- Argentine, 1965 : LP, Opus/disques Vogue (LV 25007).
- Australie, 1965 : LP, Fantastic Françoise, disques Vogue (SVL 933.200)[17].
- Brésil, 1965 : LP, Mocambo (LP 40250).
- Colombie, 1965 : LP, Gold/Zeida (302012 Z).
- Nouvelle-Zélande, 1965 : LP, Fantastic Françoise, disques Vogue (SVL 833.200).
- Uruguay, 1965 : LP, Opus/disques Vogue (LV.25.007)[17].

- États-Unis, 1966 : LP, Maid in Paris, 4 Corners of the World (FCL-4219)[18].
- Japon, 1966 : LP, disques Vogue (YX 8039).
- Taïwan, 1966 : LP (vinyle rouge), vol. 3, Formosa (SFWK – GR).

### Rééditions françaises de super 45 tours
- Décembre 1964 : EP, disques Vogue (EPL 8290)[19].
- 2000 : CD (pochette cartonnée[20]), disques Vogue S.A./Universal Collections, (2001 12 3)[21].

### Rééditions françaises de l’album
- 1964 : LP, disques Vogue, mono/stéréo (FHS 2).
- 1970 : LP, disques Vogue international industries, stéréo (CFH2).
- 1996 : CD (jewel case), disques Vogue/BMG (7432 1 380042).
- 3 janvier 2015 : CD (jewel case), Mon amie la rose, RDM édition[22] (CD827).
- 16 juin 2017 : LP (vinyle rose), Mon amie la rose, Disques Vogue/Legacy/Sony Music (8 89854 39721 0).

### Rééditions étrangères de l'album
- États-Unis, 2005 : CD, Maid in Paris, BMG/Ariola (743213800424).
- États-Unis, 16 octobre 2015 : CD, Mon amie la rose, Light in the Attic Records/Future Days Recordings (FDR 616).
- États-Unis, 29 janvier 2016 : LP, Mon amie la rose, Light in the Attic Records/Future Days Recordings (FDR 616).

### Chansons adaptées en langues étrangères
Je veux qu'il revienne
- Italie, 1964 : Devi ritornare (Pallavicini), SP, Vogue (J 35067), It.

Tu n'as qu'un mot à dire
- Royaume-Uni, 1965 : You Just Have To Say The Word (J. More), SP, Vogue (VRS 7001), UK.

Et même
- Italie, 1966 : I sentimenti (Pallavicini), SP, disques Vogue/Vogue international industries (J 35137), It.

- Royaume-Uni, 1967 : However Much (J. More), LP, Françoise Hardy Sings in English, disques Vogue/Vogue international industries ( CLD 699.30).

Pourtant tu m'aimes (I Still Love Him)
- Allemagne, 1965 : Ich bin nun mal ein Mädchen (Ernst Bader), SP, Vogue (DV 14405), De.

La nuit est sur la ville
- Italie, 1964 : La notte sulla città (paroles : Pallavicini), SP, Vogue (J 35067), It.
- Royaume-Uni, 1966 : Another Place (J. More), LP, Françoise Hardy in English, disques Vogue/Vogue international industries ( CLD 699.30).

Dans le monde entier
- Allemagne, 1965 : Ein Fenster wird hell (Kurt Herta), LP, Françoise Hardy in Deutschland, Bellaphon Records / Disques Vogue (BWS 368).
- Italie, 1966 : Nel mondo intero (Calimero), SP, 16° Festival di Sanremo - Parlami di te, Vogue (J 35087), It.

- Royaume-Uni, 1966 : All Over The World (John More), LP, Françoise Hardy Sings in English, disques Vogue/Vogue international industries ( CLD 699.30).

Mon amie la rose
- Royaume-Uni, 1966 : The Rose (J. More), LP, Françoise Hardy Sings in English, disques Vogue/Vogue international industries ( CLD 699.30).

### Reprises de chansons
Je veux qu'il revienne
- 1981 : Elli et Jacno, LP, Inédits 77-81, Vogue/Celluloïd (529 810).
- 1985 : Les Désaxés[24], LP 7 titres, Réflexes/Pathé Marconi (FAB 2057).

Pourtant tu m'aimes (I Still Love Him)
- Royaume-Uni, 2007 : Belinda Carlisle, CD, Voila (en), Rykodisc (RCD 19553).

La nuit est sur la ville
- 2010 : Natacha Atlas, CD, Mounqaliba, World Village/Harmonia Mundi (WVF 479048).

Pas Gentille
- Royaume-Uni, août 2007 : Fabienne Delsol, LP et CD, Between You And Me, Damaged Goods Records (286).

Mon amie la rose
- 1997 : Fabienne Thibeault : CD, Coups de cœur années 60 – Les plus belles chansons françaises, éd. Atlas (049).
- 1999, Natacha Atlas, CD, Gedida, Mantra/Virgin (MNTCD 1014).
- 2000 : Rika Zaraï, coffret 5 CD, Chansons de fraternité et d’amitié, Sélection Reader's Digest (3177).
- 6 octobre 2014 : Coralie Clément, CD et LP, La Belle Affaire, Naïve Records (NV902644).
- 27 février 2015, On est bien peu de chose : Decline of The I, CD et LP, Rebellion, Agonia Records.
  - Le texte de la chanson Mon amie la rose est déclamé par Olivier Déhenne du groupe Éros Nécropsique sur fond de Black metal.

- 24 mars 2017 : Slimane en duo avec l’actrice Lina El Arabi, CD, Méditerranéennes, ici ou là bas, Capitol/Universal Music France.
  - Cet album, initié par Julie Zenatti, est composé de 16 chansons interprétées par plusieurs artistes d’origines méditerranéennes. Les titres, majoritairement chantés en français, le sont également dans les langues en usage dans les pays méditerranéens comme l’arabe, le grec, l’hébreu…

Tu ne dis rien
- Janvier 2012 : Dirty Beaches, SP, “XX” (Xiu-Xiu)/“DB” (Dirty Beaches), Polyvinyl(***).